# Hércules y Anteo (Antonio Pollaiuolo, Bargello)
Hércules y Anteo es una pequeña estatuilla de bronce (45 cm de altura, incluyendo la base) de Antonio Pollaiuolo, realizada alrededor de 1475 y conservada en el Museo del Bargello de Florencia.  

## Historia
Los hermanos Antonio y Piero Pollaiuolo dirigían en la década de los años 70 del siglo XV uno de los tallares artísticos más importantes de la ciudad de Florencia, en competición con el que dirigía Andrea del Verrocchio. Ambos talleres atendían encargos que implicaban el dominio de diversas disciplinas, tales como la pintura, la escultura o la orfebrería. 
Hacia el año 1464 los hermanos Pollaiuolo realizaron para la familia Médicis una serie de 3 grandes lienzos cuadrados, de unos 3 metros y medio por cada lado, basados en el tema clásico de los Trabajos de Hércules. Estos tres cuadros, hoy desaparecidos, eran Hércules y la Hidra, Hércules y Anteo y Hércules y el león de Nemea. Años después, hacia 1475, Antonio Pollaiuolo realizó 2 pequeñas tablitas (que se cree que fueron 3, o tal vez más) sobre los mismos temas de los grandes lienzos perdidos: Hércules y la Hidra y Hércules y Anteo. También hacia 1475 esculpió la pequeña estatuilla de bronce de Hércules y Anteo, la única que de forma indiscutible se considera obra original de su mano de entre una serie de diversas estatuillas de gusto arcaizante que se le atribuyen, encargos de la familia Médicis.

Se ignora la relación exacta de las dos pequeñas tablitas con los grandes lienzos perdidos. Ambas tablitas, conservadas hoy en la Galería Uffizi de Florencia, pueden ser réplicas en pequeña escala de los grandes cuadros, reinterpretaciones o bien obras distintas por derecho propio. Pero la relación de aquella que representa a Hércules y Anteo y la estatuilla de bronce del mismo tema es innegable. Ambas obras muestran de forma similar un mismo momento en la lucha entre los dos protagonistas y en ambas el artista ha reservado un esmero especial al movimiento, al desnudo y a la anatomía, ya que para Pollaiuolo es fundamental una adhesión a la naturaleza propia del espíritu del pleno siglo XV florentino. El comentario de Giorgio Vasari sobre la pintura perdida de Pollaiuolo Hércules y Anteo se aplica perfectamente a esta estatuilla:

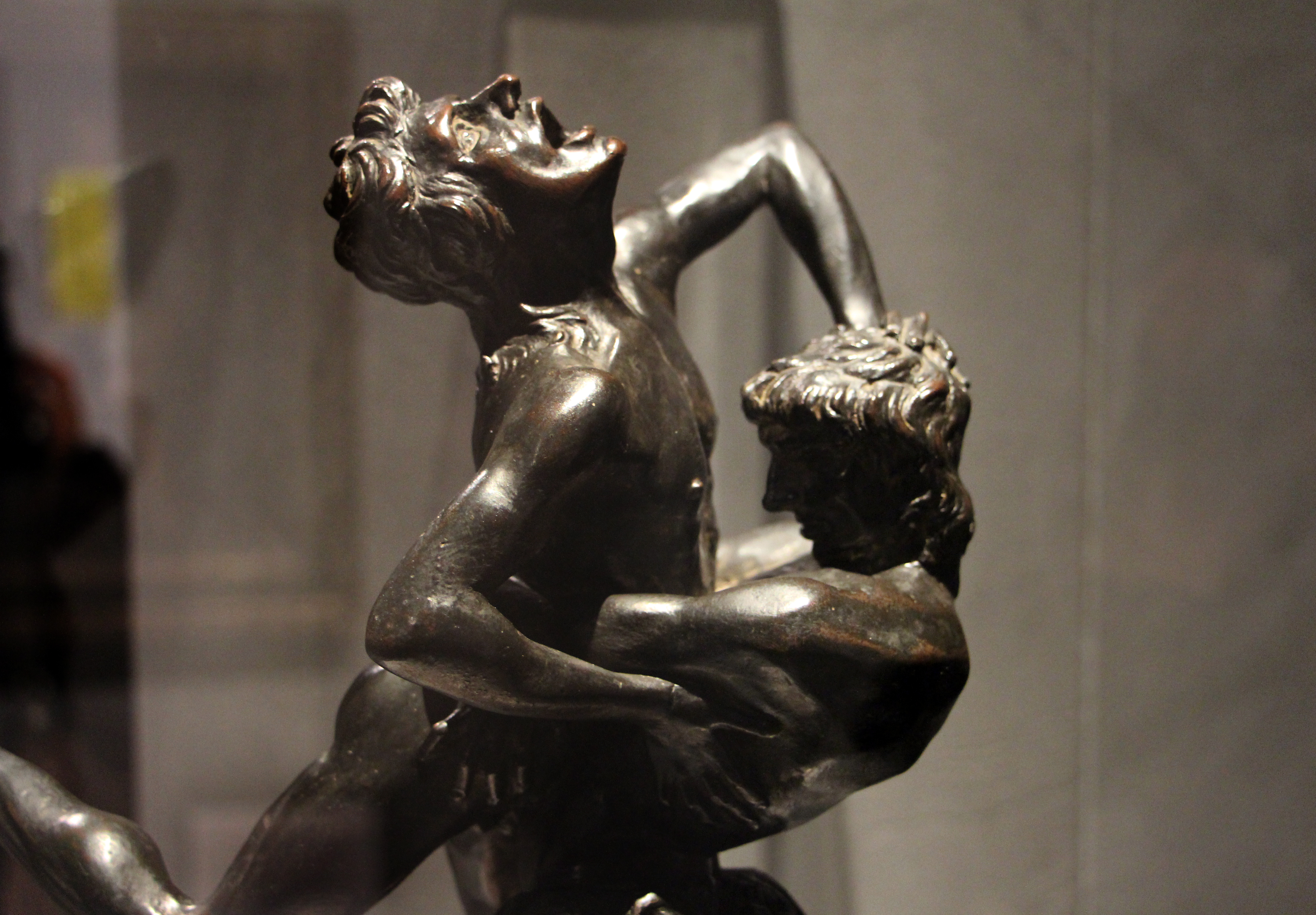
Detalle de la obra

"Se percibe con exactitud la potencia del abrazo en la tensión de los músculos y de los nervios. Los visajes del rostro se hallan en perfecta armonía con las demás partes del cuerpo, hasta los dedos de los pies que se crispan en el esfuerzo".
En este trabajo se perciben influencias de la Academia Platónica florentina vinculadas a la reinterpretación de los mitos clásicos en clave filosófica cristiana y al mito de la recreación de lo antiguo como testimonio de una armonía estética perdida. El tema mismo del héroe que supera la adversidad combinando cualidades intelectuales y físicas encarnaba un ideal humanista, e incluso la desnudez de los protagonistas remite al mundo antiguo.

## Descripción y estilo
Según la mitología griega, Hércules se vio obligado a luchar en el desierto de Libia contra el gigante Anteo, hijo de Poseidón, dios del mar, y de Gea, diosa de la tierra. Anteo desafiaba y mataba a todo aquel que atravesaba sus dominios, pues había hecho voto de construir un templo a Poseidón con cráneos humanos. Siempre vencía en sus peleas, puesto que cada vez que caía en tierra o la tocaba, Gea le daba fuerzas de nuevo. De este modo retó también a Hércules, quien lo derribó tres veces, pero en vano, pues la Tierra, su madre, reanimaba sus fuerzas. Hércules se dio cuenta de ello y lo levantó en vilo para impedirle recibir el aliento de su madre, logrando asfixiarlo. La estatuilla de bronce, al igual que la pequeña tablita de los Uffizi, muestra el momento en el que Hércules, reconocible por ir cubierto con la piel del león de Nemea, levanta y asfixia a Anteo oprimiéndole fuertemente mientras éste intenta desesperadamente soltarse, rompiendo en un grito que anuncia su inminente derrota.  
La empresa del héroe fue leída por los neoplatónicos como un símbolo de la lucha entre un principio superior y uno inferior, según la idea de una tensión continua del alma humana, suspendida entre virtudes y vicios; el hombre, en la práctica, tendía hacia el bien, pero se mostraba incapaz de alcanzar la perfección, asediado a menudo por el peligro de volver a caer en la irracionalidad dictada por el instinto; por lo tanto, de esta conciencia de los propios límites deriva el drama existencial del hombre neoplatónico, consciente de tener que perseguir a lo largo de su vida una condición aparentemente inalcanzable.
Al igual que en la pequeña tablita de los Uffizi, Pollaiuolo desarrolló el tema recurriendo a dos cuerpos arqueados en direcciones opuestas, con las extremidades y la dirección de las miradas que generan líneas de fuerza discontinuas en un ángulo agudo que luego se expanden en varias direcciones, transmitiendo la sensación de movimiento dramático. Los gestos y expresiones son muy marcados, con una tensión muscular sin precedentes que tiene su clímax en la marcada línea de contorno, tensa y elástica, en la que parece captarse todo el esfuerzo explosivo del impulso. La representación anatómica es extraordinaria, muy precisa en la representación de los músculos y tendones, lo cual recuerda la afirmación de Giorgio Vasari en su biografía sobre el artista acerca de que fue uno de los primeros en estudiar científicamente la anatomía del cuerpo humano.
La extraordinaria representación anatómica de detalles como los músculos y los tendones en tensión debido al esfuerzo genera una sensación de energía explosiva. La proyección libre de los dos cuerpos en el espacio se percibe en particular al rotar alrededor de la obra y cambiar el ángulo de visión, según las teorías avanzadas sobre escultura derivadas del tratado De statua de Leon Battista Alberti (1462). 
La base, en forma de prisma triangular, descansa sobre tortugas, un motivo que tuvo continuación durante el siglo siguiente.       